# Фостирий Синайский
Фостирий Синайский (греч. Φωστήριος; VI век) — византийский монах-пустынник.
Почитается в православии как преподобный. Память 5 января (по старому стилю).

## Житие
Уединившись на высокой пустынной горе, он пребывал в непрестанной молитве к Богу, умерщвляя свою плоть постом, ночными бдениями, полной лишений жизнью. По дарованной от Бога благодати он исцелял недуги и всевозможные раны у притекавших к нему с верою.
Согласно житию, преподобный Фостирий получал пищу с небес, которую ему приносил ангел. Когда же к святому приходили посетители, то на том месте преподобный находил хлебы и на их долю.
Впоследствии преподобный Фостирий основал монастырь, в котором собралась многочисленная братия, после чего он не получал уже с неба хлебов, как прежде, но подавал им пищу от трудов рук своих.
Не принимая сам никаких приношений, преподобный и братию свою поучал прилежно упражняться в молитве, душеполезном чтении и в рукодельях и сам служил для них в сем постоянным примером.
При жизни святого Фостирия в Церкви возникли некоторые ереси; для прекращения сего соблазна составился собор из многих отцов, на который был приглашён и преподобный Фостирий. Не уклонился блаженный от сего нового подвига и, прибыв на собор, мужественно и убедительно исповедал правую веру, так что многие из еретиков возвратились в общение церковное.